# 圣玛尔定堂 (斯普利特)
圣玛尔定堂 是克罗地亚斯普利特的一座罗马天主教教堂，位于戴克里先宫北侧的金门上方西墙的一个小空间。这个空间在戴克里先（285-305）的时代是一个狭窄的走廊（10 x 1.65 m），用作警卫室。南侧的窗户用于监视。这些都以原始形式保存至今，而北面的窗户则可追溯到防御奥斯曼土耳其人的时代。
今天圣玛尔定堂是斯普利特的旅游景点之一，向公众开放。该堂由多明我会修女照管，她们的修道院就在隔壁。
教堂的中央区域由装饰着葡萄藤的大理石屏风分为内外两部分，分别由圣职人员和平信徒使用。